# Массе, Жан-Жак
Жан-Жак Массе (фр. Jean Jacques Masset; 27 января 1811, Льеж, Валлония — 28 сентября 1903, Божанси) — французский оперный певец (тенор), скрипач, композитор и вокальный педагог бельгийского происхождения.
Учился игре на скрипке в Льеже у Огюста Рума́ (учителя Юбера Леонара), затем в Брюсселе у Никола Вери, после чего окончил Парижскую консерваторию (1828) по классу скрипки Франсуа Абенека. Играл на скрипке и на альте в различных парижских оркестрах, а в 1835 г. занял дирижёрскую позицию в Театре Варьете. Выступал также как композитор: так, в 1835 г. концерт Массе для флейты с оркестром исполнил Луи Дорюс (формальное композиторское образование, однако, Массе получил позднее, лишь в 1844 году выпустившись из класса композиции Фроманталя Галеви).
В апреле 1839 года по рекомендации Жака Мейербера решительно изменил свою музыкальную карьеру и переквалифицировался в вокалисты, в октябре того же года дебютировав на сцене Опера-комик. В дальнейшем успешно пел в Гранд-Опера, гастролировал в Мадриде, Льеже, миланской Ла Скала (1846) и др. Завершив исполнительскую карьеру в 1852 году, Массе с 1853 г. на протяжении многих лет вёл вокальный класс в Парижской консерватории.